# Godé (Cameroun)
Pour les articles homonymes, voir Godé.
Godé est un village du Cameroun situé dans la Région du Nord et le département du Faro, à proximité de la frontière avec le Nigeria. Il dépend administrativement de l’arrondissement de Poli, et, au niveau de la chefferie traditionnelle, du lamidat de Godé.

## Population
Lors du recensement de 2005, le village comptait 905 habitants.